# Экзарация
Экзарация, эксарация (от лат. exaratio — выпахивание), или ледниковое выпахивание — экзогенный деструктивный процесс разрушения ледником слагающих его ложе горных пород с последующим выносом продуктов разрушения ложа ледника.
Для материковых и горных ледников выделяют зону экзарации, близкую к области питания, где ледник производит только разрушительную работу. Здесь образуются такие формы рельефа, как троги, бараньи лбы, курчавые скалы и др. Часто отсюда выносится весь осадочный чехол и обнажаются массивно-кристаллические коренные породы, на которых ледник формирует характерные борозды, шрамы и штриховку. Вне данной зоны экзарация также может проявляться, но параллельно с ледниковой аккумуляцией, в частности, при образовании друмлинов.
В результате материковых оледенений в Европе сформировалась большая зона экзарации на территории Балтийского щита. В результате экзарации на территории Балтийского щита был удалён слой кристаллических пород толщиной 60 м.
Также в российской научной среде существует термин: экзарация дна морскими льдами/торосистыми образованиями (ледовое выпахивание) — вспахивание дна (в основном морского) подводной частью торосистых образований. За рубежом термин «экзарация» для обозначения процессов взаимодействия между льдом и морским дном не используется. Вместо него в США, например, применяют термин «ice gouging» (ледовое выдалбливание), а в Канаде — «ice scouring» (ледовая эрозия).